# Olympische Sommerspiele 2004/Leichtathletik – Hammerwurf (Männer)
Der Hammerwurf der Männer bei den Olympischen Spielen 2004 in Athen wurde am 20. und 22. August 2004 im Olympiastadion Athen ausgetragen. 35 Athleten nahmen teil.
Olympiasieger wurde der Japaner Kōji Murofushi. Wegen dopingbedingter Disqualifikation zweier Athleten wurde keine Silbermedaille vergeben. Bronze gewann der Türke Eşref Apak.
Mit Markus Esser und Karsten Kobs gingen zwei deutsche Teilnehmer an den Start. Beide erreichten das Finale, in dem Esser Fünfter wurde und Kobs Rang elf belegte. Der Schweizer Patric Suter wurde 22.

Athleten aus Österreich und Liechtenstein waren nicht unter den Teilnehmern.

## Aktuelle Titelträger
| Olympiasieger 2000                      | Szymon Ziółkowski ( Polen)                                | 80,02 m                                                   | Sydney 2000        |
| Weltmeister 2003                        | Iwan Zichan ( Belarus)                                    | 83,05 m                                                   | Paris 2003         |
| Europameister 2002                      | Adrián Annus ( Ungarn)                                    | 81,17 m                                                   | München 2002       |
| Panamerikanischer Meister 2003          | Juan Ignacio Cerra ( Argentinien)                         | 75,53 m                                                   | Santo Domingo 2003 |
| Zentralamerika und Karibik-Meister 2003 | Hammerwurf nicht als Meisterschaftswettbewerb ausgetragen | Hammerwurf nicht als Meisterschaftswettbewerb ausgetragen | St. George’s 2003  |
| Südamerika-Meister 2003                 | Juan Ignacio Cerra ( Argentinien)                         | 73,31 m                                                   | Barquisimeto 2003  |
| Asienmeister 2003                       | Ali Al-Zinkawi ( Kuwait)                                  | 70,62 m                                                   | Manila 2003        |
| Afrikameister 2004                      | Chris Harmse ( Südafrika)                                 | 75,90 m                                                   | Brazzaville 2004   |
| Ozeanienmeister 2002                    | Faleono Seve ( Salomonen)                                 | 53,00 m                                                   | Christchurch 2002  |

## Bestehende Rekorde
| Weltrekord         | 86,74 m | Jurij Sedych ( Sowjetunion)    | Stuttgart, damals BR Deutschland (heute Deutschland) | 30. August 1986    |
| Olympischer Rekord | 84,80 m | Sergei Litwinow ( Sowjetunion) | Finale OS Seoul, Südkorea                            | 26. September 1988 |

Der bestehende olympische Rekord wurde bei diesen Spielen nicht erreicht. Der weiteste Wurf gelang dem japanischen Olympiasieger Kōji Murofushi, der mit seinen 82,91 m, erzielt im sechsten Versuch des Finales am 22. August, als einziger Werfer regulär die 80-Meter-Marke übertraf. Damit blieb er 1,89 m unter dem Olympia- und 4,83 m unter dem Weltrekord.

## Legende
Kurze Übersicht zur Bedeutung der Symbolik – so üblicherweise auch in sonstigen Veröffentlichungen verwendet:
| – | verzichtet |
| x | ungültig   |

Anmerkungen:
- Alle Zeitangaben sind auf Ortszeit Athen (UTC+2) bezogen.
- Alle Weiten sind in Metern (m) angegeben.

## Doping
In diesem Wettbewerb gab es gleich zwei Dopingfälle zu vermelden. Ursprünglich hatte der Ungar Adrián Annus mit einer Weite von 83,19 m Platz eins belegt. Nachdem Annus zu einer vom Internationalen Olympischen Komitee angesetzten Zielkontrolle in Ungarn nicht erschienen war, wurde ihm die Goldmedaille aberkannt. So wurde der zuvor zweitplatzierte Japaner Kōji Murofushi schließlich Olympiasieger und die weiteren Teilnehmer rückten um jeweils einen Rang nach vorne.
Am 5. Dezember 2012 wurde auch dem belarussischen Bronzemedaillengewinner Iwan Zichan, der nach Annus’ Disqualifikation mit 79,81 m auf Platz zwei vorgerückt war, wegen Dopings seine Medaille aberkannt.
Die Silber- sowie die Bronzemedaille sind vom IOC jedoch nicht neu vergeben worden.
Nachteilig betroffen von diesen beiden Dopingfällen waren vor allem folgende fünf Athleten:
- Kōji Murofushi, Japan – Ihm wurde der Titel des Olympiasiegers erst mit Verspätung zuerkannt.
- Eşref Apak, Türkei – Er erhielt seine Bronzemedaille mit Verspätung und konnte nicht an der Siegerehrung teilnehmen.
- Karsten Kobs, Deutschland – Ihm wurden im Finale drei Würfe vorenthalten, die ihm als achtplatziertem Werfer zugestanden hätten.
- Ilja Konowalow, Russland – Er hätte über seine Platzierung in der Qualifikation am Finale teilnehmen können.
- Szymon Ziółkowski, Polen – Er hätte über seine Platzierung in der Qualifikation am Finale teilnehmen können.

## Qualifikation
Die Qualifikation wurde in zwei Gruppen durchgeführt. Fünf Wettbewerber (hellblau unterlegt) übertrafen die den direkten Finaleinzug Weite von 78,00 m. Damit war die Mindestanzahl von zwölf Finalteilnehmern nicht erreicht. So wurde das Finalfeld mit sieben weiteren Wettbewerbern (hellgrün unterlegt) aus beiden Gruppen nach den nächstbesten Weiten aufgefüllt. Für die Teilnahme am Finale waren schließlich 76,69 m zu erbringen.

### Gruppe A
20. August 2004, 9:15 Uhr
| Platz | Name                     | Nation        | 1. Versuch | 2. Versuch | 3. Versuch | Weite | Anmerkung                              |
| ----- | ------------------------ | ------------- | ---------- | ---------- | ---------- | ----- | -------------------------------------- |
| 1     | Markus Esser             | Deutschland   | 76,39      | 75,29      | 77,49      | 77,49 |                                        |
| 2     | Ihar Astapkowitsch       | Belarus       | 76,70      | 76,08      | 76,88      | 76,88 |                                        |
| 3     | Eşref Apak               | Türkei        | 76,74      | x          | x          | 76,74 |                                        |
| 4     | Ilja Konowalow           | Russland      | 75,40      | x          | 76,36      | 76,36 | eigentlich für das Finale qualifiziert |
| 5     | Szymon Ziółkowski        | Polen         | 76,12      | 74,55      | 76,17      | 76,17 | eigentlich für das Finale qualifiziert |
| 6     | Olli-Pekka Karjalainen   | Finnland      | x          | 74,51      | 76,11      | 76,11 |                                        |
| 7     | Alexandros Papadimitriou | Griechenland  | x          | x          | 75,55      | 75,55 |                                        |
| 8     | Oleksandr Krykun         | Ukraine       | x          | 75,42      | 74,37      | 75,42 |                                        |
| 9     | Patric Suter             | Schweiz       | 72,45      | x          | 73,54      | 73,54 |                                        |
| 10    | Stuart Rendell           | Australien    | x          | 72,61      | x          | 72,61 |                                        |
| 11    | Juan Ignacio Cerra       | Argentinien   | 69,10      | 72,53      | 68,64      | 72,53 |                                        |
| 12    | Vítor Costa              | Portugal      | 72,47      | 72,44      | x          | 72,47 |                                        |
| 13    | Roman Rozna              | Moldau        | x          | x          | 71,78      | 71,78 |                                        |
| 14    | Vladimir Maska           | Tschechien    | 71,76      | x          | x          | 71,76 |                                        |
| 15    | A. G. Kruger             | USA           | 69,38      | 68,03      | x          | 69,38 |                                        |
| NM    | Dilschod Nasarow         | Tadschikistan | x          | x          | x          | ogV   |                                        |
| NM    | Wladyslaw Piskunow       | Ukraine       | x          | x          | x          | ogV   |                                        |
| DOP   | Adrián Annus             | Ungarn        | 79,59      | –          | –          | 79,59 | für das Finale zugelassen              |

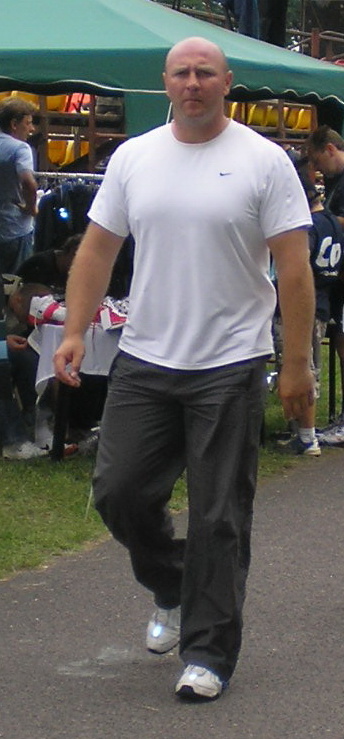
Szymon Ziółkowski schied aus mit 76,16 m – ihm hätte jedoch nach Disqualifikation eines gedopten Werfers die Finalteilnahme zugestanden

Weitere in Qualifikationsgruppe B ausgeschiedene Hammerwerfer:

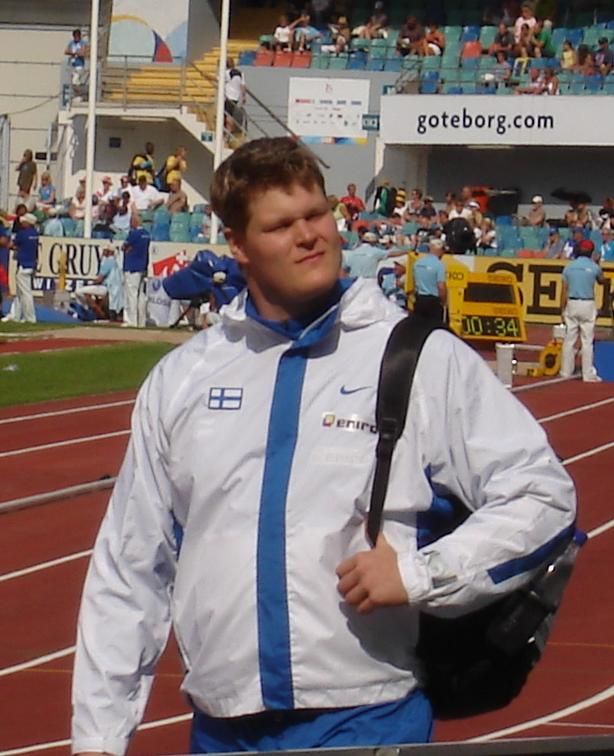
Olli-Pekka Karjalainen – 76,11 m
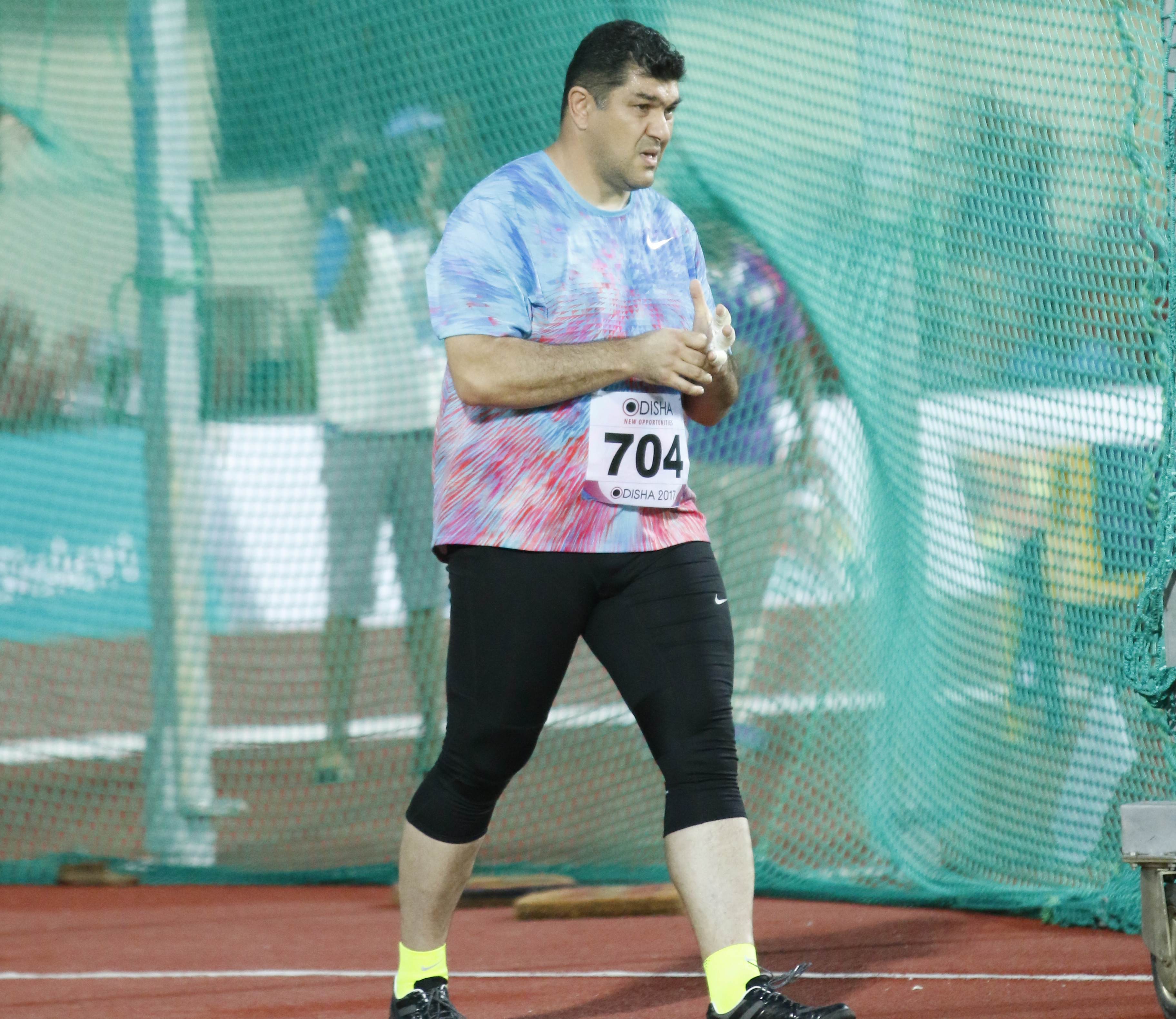
Dilschod Nasarow – kein gültiger Versuch

### Gruppe B
20. August 2004, 11:00 Uhr
| Platz | Name                   | Nation      | 1. Versuch | 2. Versuch | 3. Versuch | Weite | Anmerkung                 |
| ----- | ---------------------- | ----------- | ---------- | ---------- | ---------- | ----- | ------------------------- |
| 1     | Krisztián Pars         | Ungarn      | 77,43      | 80,50      | –          | 80,50 |                           |
| 2     | Kōji Murofushi         | Japan       | 79,55      | –          | –          | 79,55 |                           |
| 3     | Primož Kozmus          | Slowenien   | 76,97      | 78,81      | –          | 78,81 |                           |
| 4     | Libor Charfreitag      | Slowakei    | x          | x          | 77,30      | 77,30 |                           |
| 5     | Nicola Vizzoni         | Italien     | 76,84      | 75,35      | 75,03      | 76,84 |                           |
| 6     | Wadsim Dsewjatouski    | Belarus     | 71,69      | 74,81      | 76,72      | 76,72 |                           |
| 7     | Karsten Kobs           | Deutschland | 76,69      | x          | x          | 76,69 |                           |
| 8     | Miloslav Konopka       | Slowakei    | 74,42      | x          | 76,16      | 76,16 |                           |
| 9     | Sergei Kirmassow       | Russland    | 75,12      | 73,68      | 75,83      | 75,83 |                           |
| 10    | Artem Rubanko          | Ukraine     | 75,08      | x          | x          | 75,08 |                           |
| 11    | James Parker           | USA         | 73,15      | 74,09      | 75,04      | 75,04 |                           |
| 12    | Andras Haklits         | Kroatien    | x          | 73,51      | 74,43      | 74,43 |                           |
| 13    | David Söderberg        | Finnland    | x          | x          | 74,14      | 74,14 |                           |
| 14    | Juri Woronkin          | Russland    | 73,47      | 71,97      | x          | 73,47 |                           |
| 15    | Ali Mohamed al-Zankawi | Kuwait      | 70,67      | 71,06      | 70,68      | 71,06 |                           |
| 16    | Dorian Çollaku         | Albanien    | 70,06      | 69,27      | 67,61      | 70,06 |                           |
| DOP   | Iwan Zichan            | Belarus     | 77,85      | 77,12      | 80,75      | 80,75 | für das Finale zugelassen |

## Finale
22. August 2004, 21:15 Uhr
| Platz                                    | Name                | Nation      | 1. Versuch | 2. Versuch | 3. Versuch | 4. Versuch                                    | 5. Versuch                                    | 6. Versuch                                    | Endresultat |
| ---------------------------------------- | ------------------- | ----------- | ---------- | ---------- | ---------- | --------------------------------------------- | --------------------------------------------- | --------------------------------------------- | ----------- |
| 1                                        | Kōji Murofushi      | Japan       | 79,90      | 81,60      | 81,16      | 82,32                                         | x                                             | 82,91                                         | 82,91       |
| Die Silbermedaille wurde nicht vergeben. |                     |             |            |            |            |                                               |                                               |                                               |             |
| Die Bronzemedaille wurde nicht vergeben. |                     |             |            |            |            |                                               |                                               |                                               |             |
| 2                                        | Eşref Apak          | Türkei      | 75,51      | 79,51      | x          | 79,23                                         | 75,15                                         | 76,34                                         | 79,51       |
| 3                                        | Wadsim Dsewjatouski | Belarus     | 78,67      | 78,82      | x          | 75,41                                         | 76,61                                         | x                                             | 78,82       |
| 4                                        | Krisztián Pars      | Ungarn      | 76,94      | 78,16      | 77,55      | 78,73                                         | x                                             | 77,26                                         | 78,73       |
| 5                                        | Primož Kozmus       | Slowenien   | 75,82      | 77,08      | 76,45      | 78,56                                         | 77,61                                         | 78,24                                         | 78,56       |
| 6                                        | Libor Charfreitag   | Slowakei    | 74,93      | 77,93      | 77,30      | 75,60                                         | 77,54                                         | 73,06                                         | 77,54       |
|                                          |                     |             |            |            |            |                                               |                                               |                                               |             |
| 7                                        | Karsten Kobs        | Deutschland | 75,72      | 75,97      | 76,30      | eigentlich zu drei weiteren Würfen berechtigt | eigentlich zu drei weiteren Würfen berechtigt | eigentlich zu drei weiteren Würfen berechtigt | 76,30       |
| 8                                        | Ihar Astapkowitsch  | Belarus     | x          | x          | 76,22      | nicht im Finale der besten acht Werfer        | nicht im Finale der besten acht Werfer        | nicht im Finale der besten acht Werfer        | 76,22       |
| 9                                        | Nicola Vizzoni      | Italien     | 74,27      | 72,97      | 76,30      | nicht im Finale der besten acht Werfer        | nicht im Finale der besten acht Werfer        | nicht im Finale der besten acht Werfer        | 74,27       |
| 10                                       | Markus Esser        | Deutschland | 72,51      | x          | 71,31      | nicht im Finale der besten acht Werfer        | nicht im Finale der besten acht Werfer        | nicht im Finale der besten acht Werfer        | 72,51       |
| DOP                                      | Adrián Annus        | Ungarn      | 80,53      | 82,32      | 83,19      | 82,64                                         | 82,04                                         | –                                             | 83,19       |
| DOP                                      | Iwan Zichan         | Belarus     | x          | x          | 78,55      | 78,31                                         | 79,81                                         | x                                             | 79,81       |

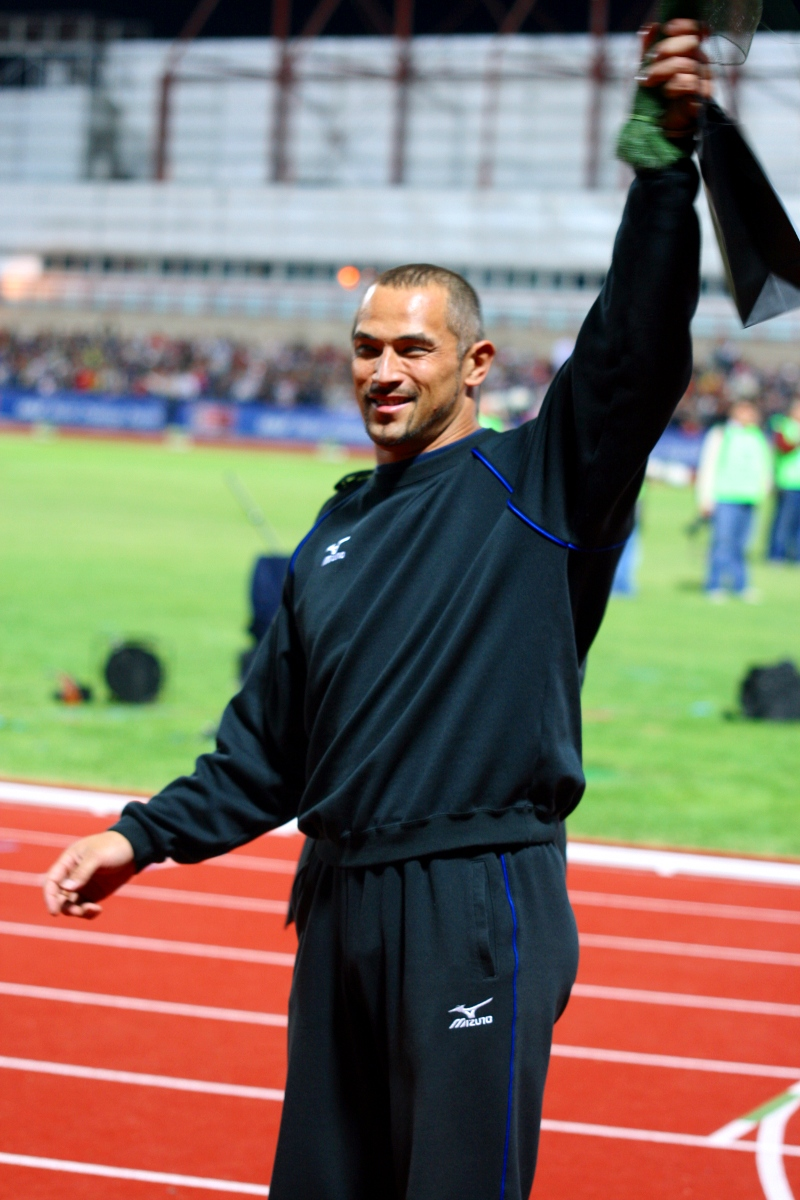
Gold gab es hier für Kōji Murofushi

Für das Finale hatten sich zwölf Athleten qualifiziert, fünf von ihnen über die Qualifikationsweite, weitere sieben über ihre Platzierungen. Vertreten waren alle drei Belarussen, zwei Deutsche, zwei Ungarn sowie je ein Teilnehmer aus Italien, Japan, der Slowakei, Slowenien und der Türkei. Allerdings fielen zwei von ihnen nach positiven Dopingtests aus der Wertung.
Als Favorit ging eigentlich der amtierende Weltmeister Iwan Zichan aus Belarus an den Start. Er gehörte jedoch zusammen mit einem seiner stärksten Konkurrenten, dem ungarischen Vizeweltmeister und Europameister Adrián Annus, zu den beiden Werfern, die später wegen Dopingvergehens disqualifiziert wurden – Details dazu im Abschnitt "Doping" oben. Ein weiterer Favorit war der Japaner Kōji Murofushi als WM-Dritter von 2003 und Vizeweltmeister von 2001. Ein Medaillenanwärter war außerdem der slowenische WM-Fünfte Primož Kozmus. Auch der Olympiasieger von 2000, der Pole Szymon Ziółkowski, war wieder unter den Teilnehmern, hatte jedoch längst nicht mehr die Form vergangener Jahre.
Im Finale übernahm nach Runde eins zunächst der später disqualifizierte Annus mit 80,53 m die Führung. Mit 79,90 m folgte Murofushi, der seine Klasse in Durchgang zwei mit einem ersten Wurf auf 81,60 m bewies. Annus verbesserte sich mit seinem zweiten Versuch derweil auf 82,32 m und im dritten auf 83,19 m. Das jedoch erwies sich aufgrund seines Dopingbetrugs später bedeutungslos für die die endgültige Rangfolge. Murofushi steigerte sich in Runde vier auf 82,35 m und erzielte schließlich mit 82,91 m seine größte Weite im sechsten und letzten Durchgang.
Keiner der anderen Athleten konnte da mithalten. Außer dem Japaner – und dem disqualifizierten Annus – konnte kein Werfer die 80-Meter-Marke übertreffen. Aber es ging eng und spannend zu im Kampf um die weiteren Platzierungen, wobei erst hinterher, als Zichan und Annus disqualifiziert worden waren, klar wurde, dass es sich tatsächlich um eine Auseinandersetzung um Medaillen handelte – Annus weitester Wurf landete in Runde fünf auf 79,51 m. In Durchgang zwei gelangen dem Türken Eşref Apak 79,51 m. Damit lag er am Ende zunächst auf Platz vier, rückte jedoch durch Annus‘ Disqualifikation auf den dritten Platz und infolge der Überführung des Dopingvergehens von Zichan, sogar auf den zweiten Platz vor. Das IOC hat bisher jedoch keine Neuvergabe der Silber- und der Bronzemedaille beschlossen. Vierter wurde in der endgültigen Wertung der Belarusse Wadsim Dsewjatouski vor dem Ungarn Krisztián Pars und dem Slowenen Primož Kozmus. Zwischen Apaks und Kozmus‘ Bestweiten lagen nur 95 Zentimeter. Der Slowake Libor Charfreitag belegte Platz sieben vor dem Deutschen Karsten Kobs.

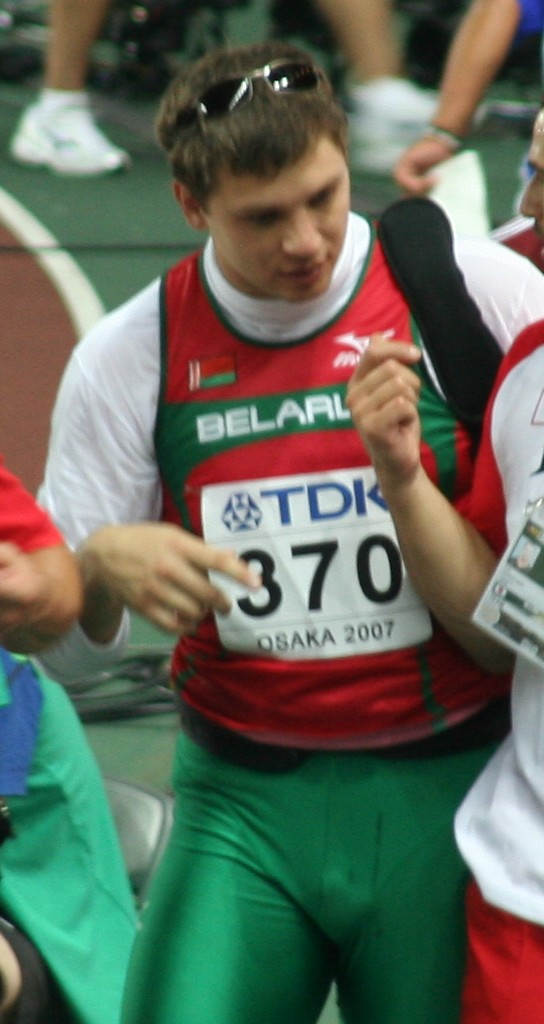
Wadsim Dsewjatouski belegte am Ende den vierten Platz
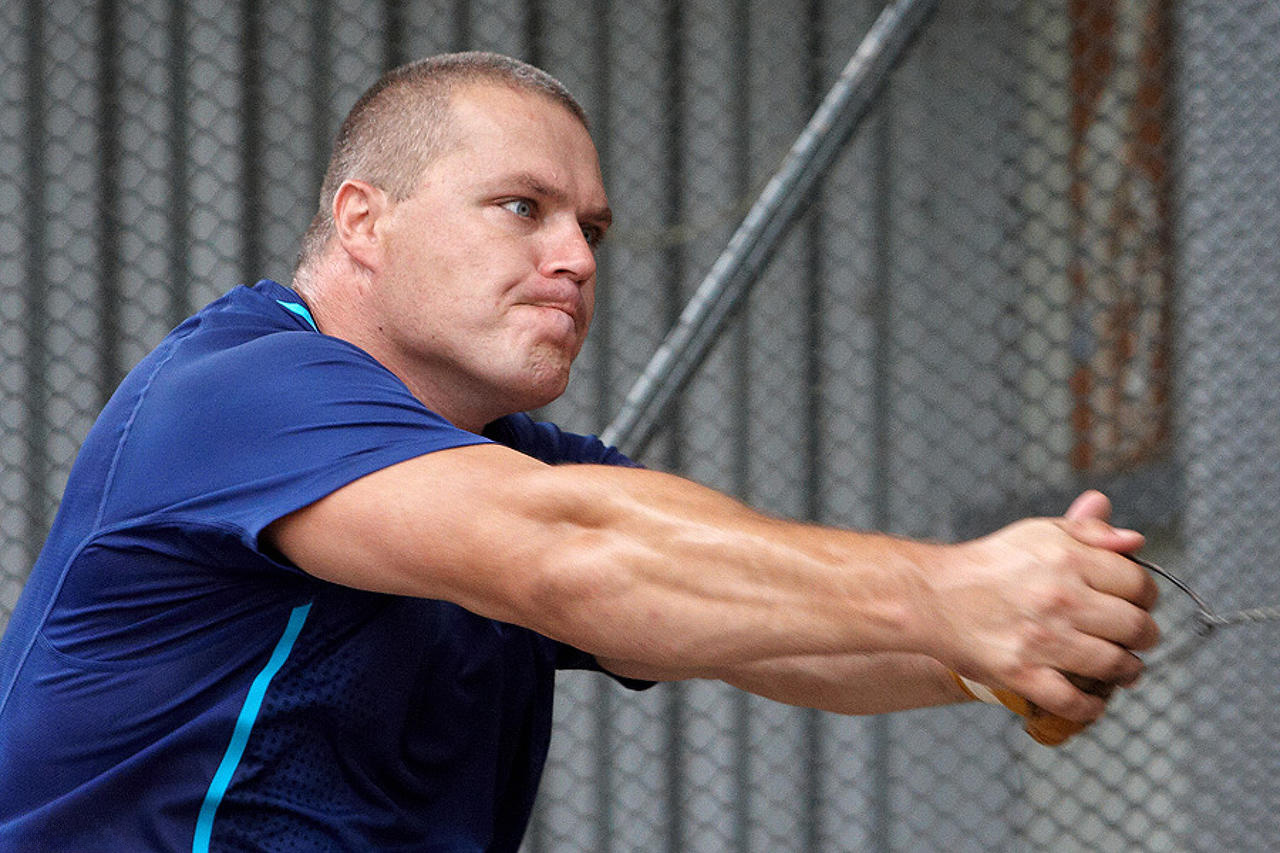
Der Olympiafünfte Krisztián Pars
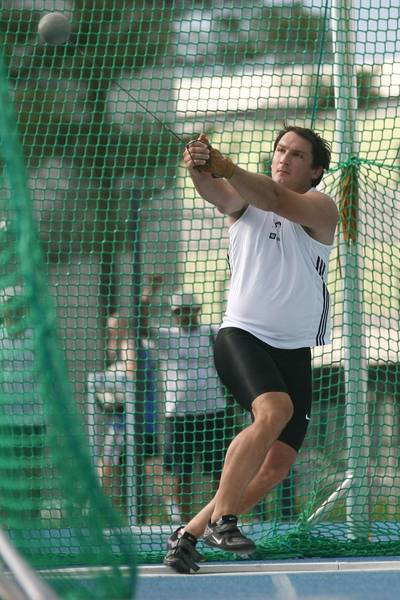
Primož Kozmus belegte im Finale Rang sechs
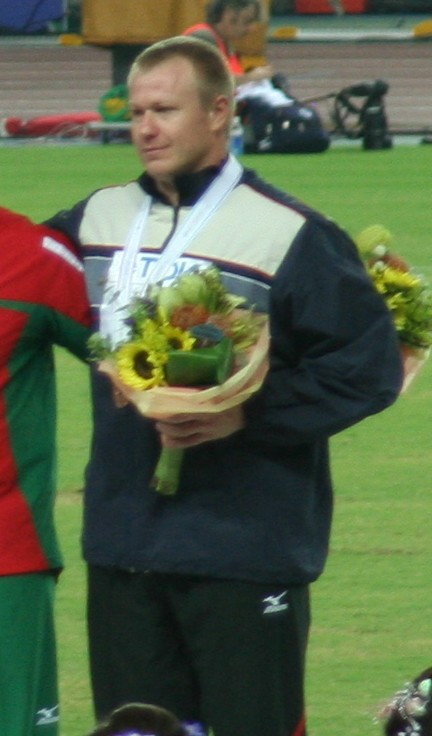
Libor Charfreitag wurde Olympiasiebter
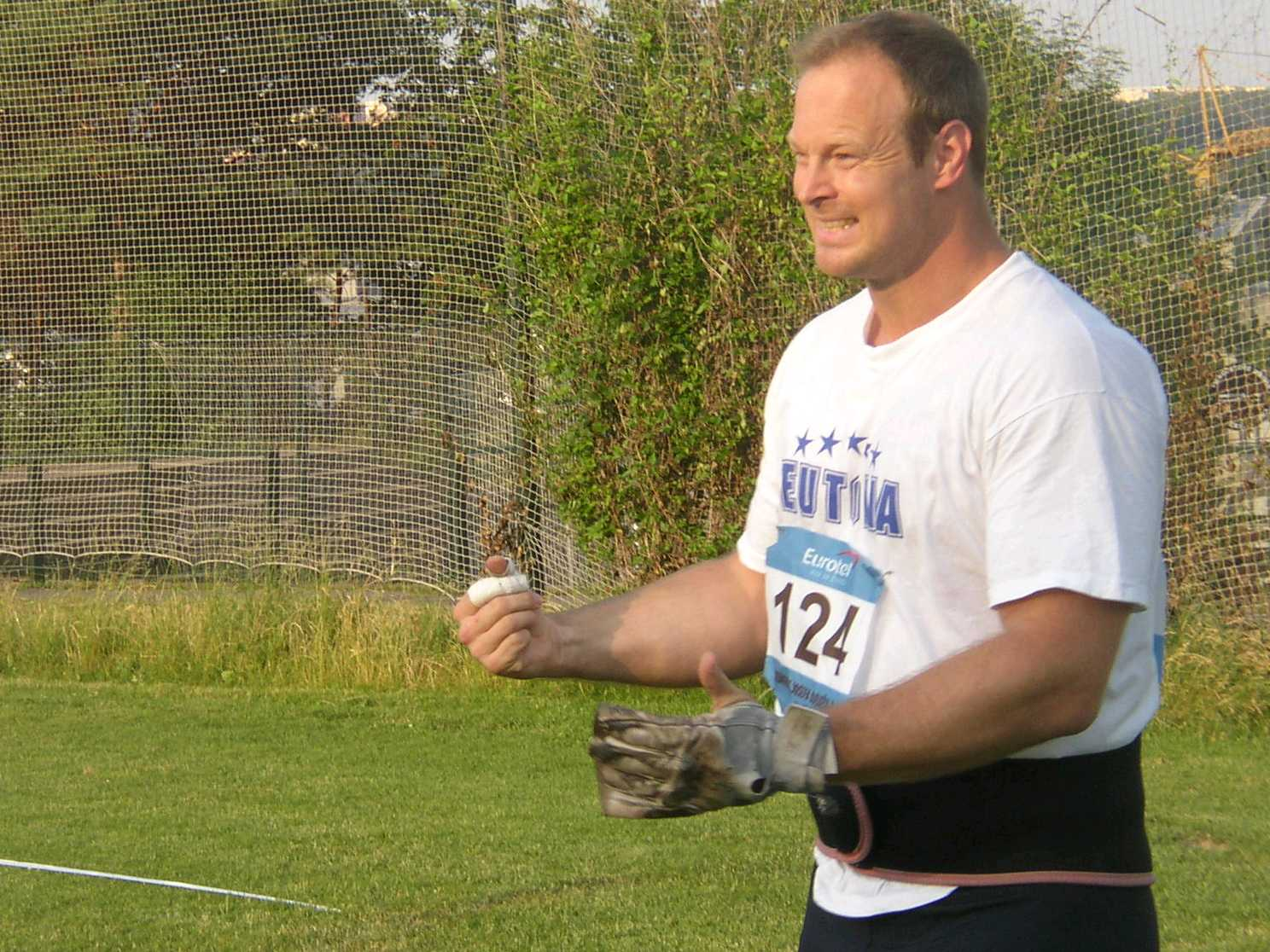
Dem achtplatzierten Karsten Kobs hätten im Finale drei weitere Versuche zugestanden
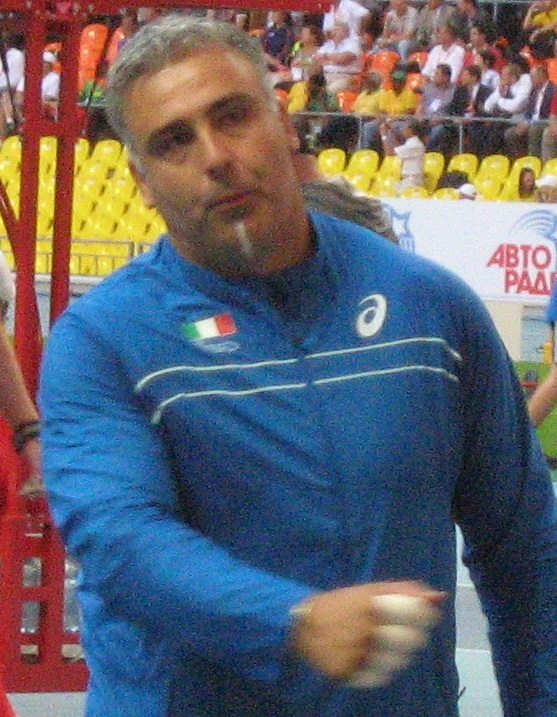
Nicola Vizzoni erreichte den zehnten Platz
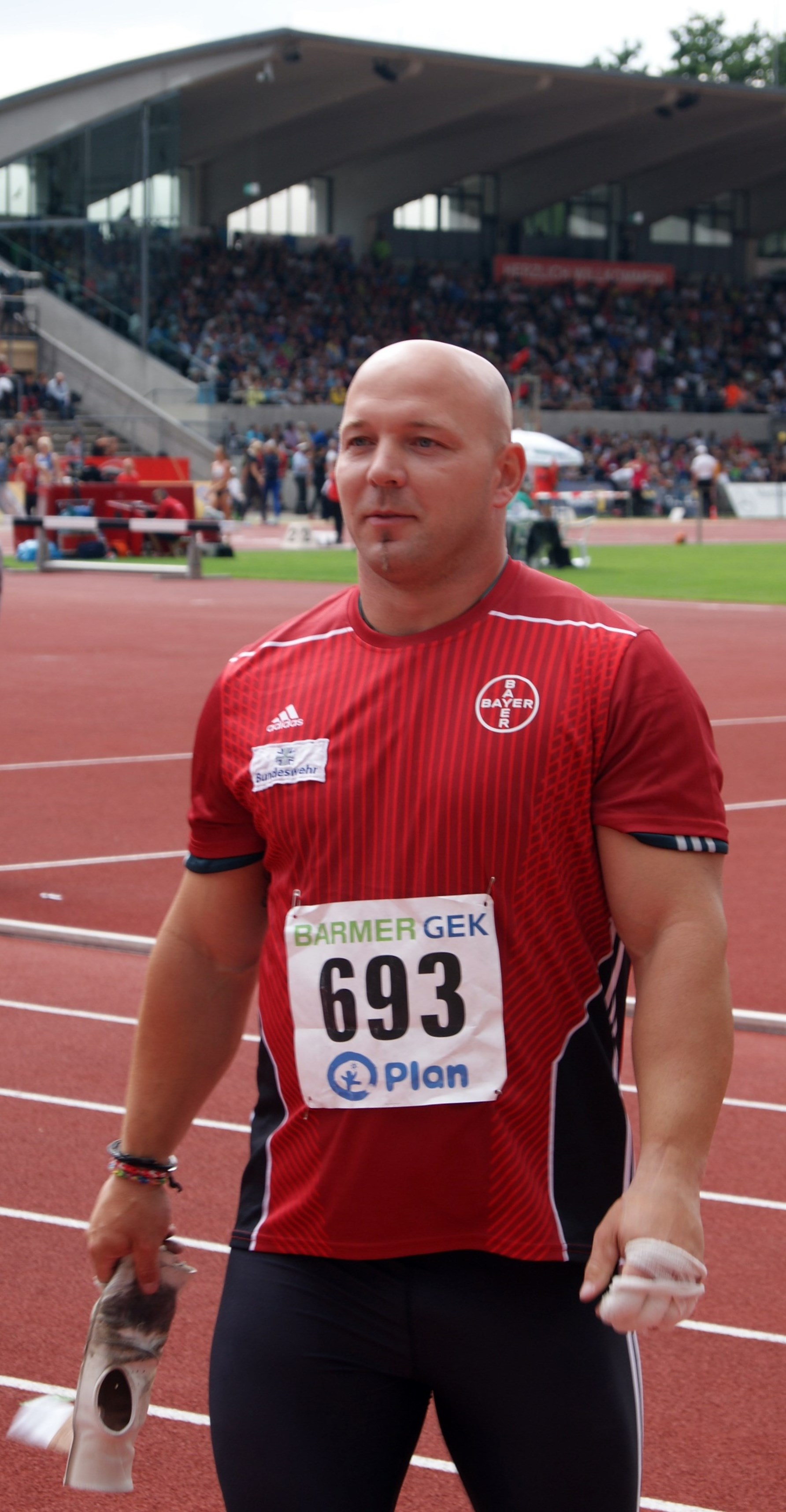
Rang elf für Markus Esser
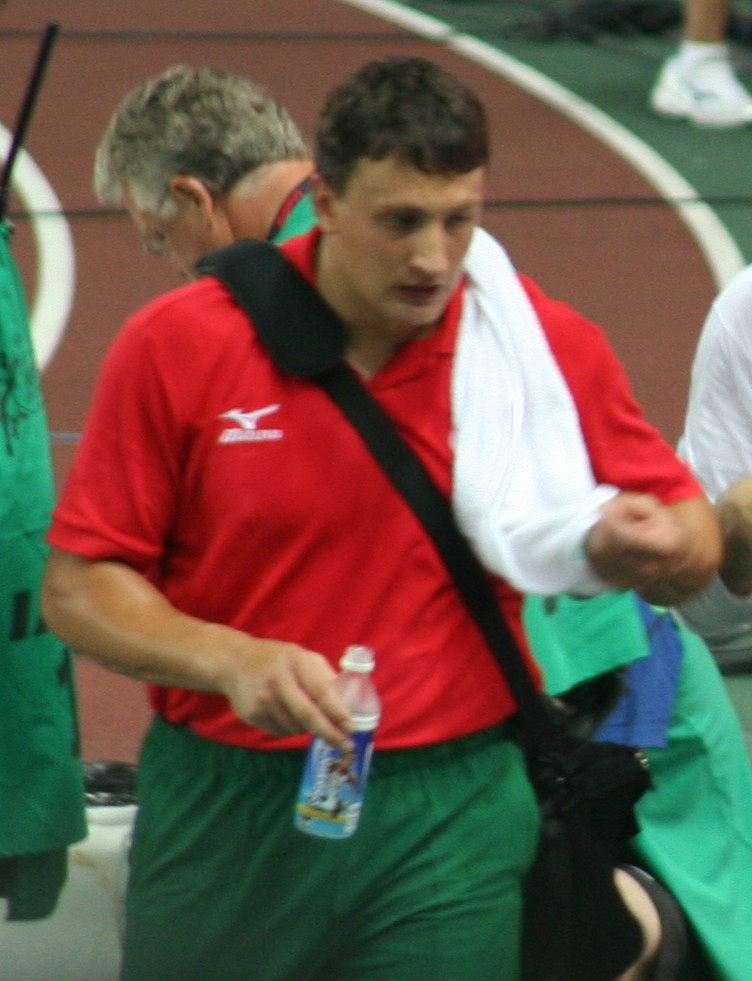
Iwan Zichan hatte gedopt und wurde disqualifiziert

## Video
- Olympics 2004 – Hammer Throw, youtube.com, abgerufen am 21. Februar 2022